# 藤田晴彦のAllnight-NANKAI
藤田晴彦のAllnight-NANKAI（ふじたはるひこのオールナイトなんかい）は、南海放送のラジオ番組。放送曜日の上での日曜日最終番組である。現在、番組名は変更になっているが、ここではそれも含めて扱う。

## 番組タイトルの変移
放送時期によって、番組タイトルが変更になっている。
- 藤田晴彦のAllnight-NANKAI（日曜・22：00～25：00／生放送）　？？？？年？月？日～2006年11月5日
- 藤田晴彦のAllnight-NANKAI　～堀端West-Side-Story～（日曜・22：00～24：00／生放送）　2006年11月19日？～2007年4月1日
  - 副題の由来は、スタジオが本町（松山城下・堀之内の西側）に移転したため。
- 藤田晴彦のAllnight-NANKAI　R（日曜・25：00～26：00／録音放送）　2007年4月8日～
  - 副題の由来は、R指定のR。

## 番組コーナー
番組ごとに記述する。

### 藤田晴彦のAllnight-NANKAI
- いけてる高校ベストランキング：メインコーナー格。毎週一人一票の投票権を持ち、投票する高校名とコメントを番組宛にメールする。なお投票する高校は県内に限らない。コメントの内容によっては、ボーナス票が入ることもある。
- I・love・愛work：リスナーからの職業に関する質問に答えていたが、後に藤田晴彦の知人（さまざまな職業の）をスタジオに招いて話を聞くスタイルに変更。
- タワレコ・たけくまのmusic forest：音楽コーナー。その週の売れ筋や担当（「たけちゃん」「くまちゃん」と呼んでいた）のお薦めを紹介していた。
- せきらら白書をもう一度：誰にもいえないような性の悩みに答えたり、性に関する話をしたりする。
- 占い：12星座別の占い結果を発表。番組の最後のほうのコーナー。
- 幸せの一本締め：番組のエンディング。「今週も、ラジオの前のあなたにすばらしい一週間が訪れますように。」という台詞を必ず言う。

### 藤田晴彦のAllnight-NANKAI　～堀端West-Side-Story～
- I・love・愛work
- 堀端music tower：上記「タワレコ・たけくまのmusic forest」に同じ。
- viva聖カタリナ～熱い想い受け止めてくれ～
- 夜でも安心ミッドナイトスリム（横漏れ帽子）：上記「せきらら白書をもう一度」に同じ。
- 堀端pick up this week：中高生の気になる話題を紹介。
- 幸せの一本締め

### 藤田晴彦のAllnight-NANKAI　R
- 高校ベストランキング2007（2007年8月現在）：上記「いけてる高校ベストランキング」に同じ。
- チンチンのコーナー：上記「せきらら白書をもう一度」に同じ。
- 今週の格言
- 幸せの七本締め：上記「幸せの一本締め」に同じ。

### その他
- オーエロナイト：ときどき「オーエロナイト」と称して、「せきらら白書をもう一度」（および「ミッドナイトスリム」「チンチンのコーナー」）のスペシャル版を放送している。この場合、他のコーナーは休止となる。